# Perfil (álbum de Victor & Leo)
Perfil é a primeira coletânea musical da dupla brasileira Victor & Leo, lançado em 07 de novembro de 2014 pela Som Livre. A coletânia possui faixas retiradas dos álbuns Ao Vivo em Uberlândia, Borboletas, Boa Sorte pra Você, Ao Vivo em Floripa e Viva Por Mim. Já vendeu mais de 60.000 cópias.

## Lista de faixas
| N.º            | Título                                                                       | Compositor(es)                         | Duração |  |
| 1.             | "Tudo Com Você" (de Viva Por Mim)                                            | Leo Chaves Juliano Tchula Gabriel Agra | 3:41    |  |
| 2.             | "Na Linha do Tempo" (de Viva Por Mim)                                        | Sérgio Porto Marcelo Martins           | 3:46    |  |
| 3.             | "Borboletas" (de Borboletas)                                                 | Victor Chaves                          | 3:21    |  |
| 4.             | "Boa Sorte pra Você" (de Boa Sorte pra Você)                                 | Victor Chaves                          | 2:59    |  |
| 5.             | "O Tempo Não Apaga" (de Viva Por Mim)                                        | Leo Chaves Victor Chaves               | 3:18    |  |
| 6.             | "Fada" (Ao Vivo) (de Ao Vivo em Uberlândia)                                  | Victor Chaves                          | 3:46    |  |
| 7.             | "Conheço Pelo Cheiro" (de Viva Por Mim)                                      | Victor Chaves                          | 3:11    |  |
| 8.             | "Deus e Eu No Sertão" (de Borboletas)                                        | Victor Chaves                          | 3:39    |  |
| 9.             | "Tem Que Ser Você" (de Borboletas)                                           | Victor Chaves                          | 3:07    |  |
| 10.            | "Quando Você Some" (part. Zezé Di Camargo & Luciano) (de Ao Vivo em Floripa) | Victor Chaves                          | 4:17    |  |
| 11.            | "Maluco" (Part. Thiaguinho) (de Ao Vivo em Floripa)                          | Victor Chaves                          | 3:35    |  |
| 12.            | "Amor.com" (de Viva Por Mim)                                                 | Leo Chaves Gabriel Agra                | 3:12    |  |
| 13.            | "Como Eu Amei" (Bônus track)                                                 | Victor Chaves                          | 3:21    |  |
| 14.            | "Caminhos Diferentes" (Bônus track)                                          | Leo Chaves Paulinha Gonçalves          | 3:47    |  |
| Duração total: | Duração total:                                                               | Duração total:                         | 49:00   |  |